# 森原可奈
森原 可奈（もりはら かな、1989年5月30日 - ）は、広島県広島市出身の女性ソフトテニス選手。

## 来歴
広島女子商学園高等学校-東芝姫路。2014年アジア競技大会日本代表。

## 四大国際大会戦績
- 2010アジア競技大会  - 国別対抗団体戦金メダル
- 2011世界ソフトテニス選手権 - ダブルス銀メダル（杉本瞳・森原可奈）、国別対抗団体戦銀メダル
- 2012アジアソフトテニス選手権 - 国別対抗団体戦金メダル
- 2013東アジア競技大会 - ダブルス銀メダル（杉本瞳・森原可奈）、国別対抗団体戦金メダル
- 2014アジア競技大会 - ダブルスベスト8（小林奈央・森原可奈）、ミックスダブルスベスト8（篠原秀典・森原可奈）、国別対抗団体戦銀メダル
- 2016アジアソフトテニス選手権 - ダブルス金メダル（中川瑞貴・森原可奈）、国別対抗団体戦金メダル